# Giulia Dragoni
Giulia Dragoni (Milán, 7 de noviembre de 2006) es una futbolista profesional italiana que juega como centrocampista en el club Barcelona B de la Primera Federación Femenina y en la selección femenina de fútbol de Italia.

## Carrera en clubes
[[Archivo:|miniaturadeimagen|]]

### Primeros años e Inter de Milán
Nacida en Milán, Italia, Dragoni comenzó a jugar al fútbol a la edad de cuatro años, uniéndose al club de base Franco Scarioni, antes de mudarse a Cimiano, y luego ingresando a la academia júnior de Pro Sesto en 2015. Aquí, saltó a la fama por primera vez por sus actuaciones en campeonatos juveniles mixtos, donde jugó hasta 2019, ganándose el apodo de «Pequeña Messi».
Habiéndose unido por primera vez al Inter de Milán a prueba para un torneo juvenil en 2018, Dragoni ingresó oficialmente al sector juvenil del club en el verano de 2020. Durante la campaña 2020-21, luego de la suspensión de varias ligas juveniles debido a las consecuencias de la pandemia de COVID-19, fue ascendida al equipo sub-19 del Inter, con solo 14 años, y contribuyó a un tercer puesto en el campeonato nacional.
Habiendo sido ascendida al primer equipo del Inter al comienzo de la temporada 2022-23, bajo la dirección de la entrenadora Rita Guarino, Dragoni hizo su debut profesional el 20 de noviembre de 2022, entrando como suplente de Ghoutia Karchouni en el minuto 74 del empate de liga sin goles ante la Fiorentina. Con 16 años recién cumplidos, se convirtió en la jugadora más joven en jugar un partido de la Serie A desde que la liga alcanzó el estatus de profesional a tiempo completo. Luego hizo tres apariciones más con la selección absoluta del Inter antes de finales de 2022.

### Barcelona
El 31 de enero de 2023, Dragoni se unió oficialmente al Barcelona español en un acuerdo permanente, firmando un contrato hasta junio de 2025. En el proceso, se convirtió en la primera miembro no española de la configuración del equipo femenino en residir en La Masia. Habiendo sido registrada para el equipo de reserva del club, Barcelona B, marcó su primer gol para el equipo el 5 de marzo, en una victoria de liga por 3-0 sobre el Athletic B. En su primera temporada en el club, ayudó al Barcelona B a ganar el título de la segunda división, habiendo marcado cuatro goles en diez partidos; también fue incluida en el equipo ganador del título de la Liga de Campeones Femenina de la UEFA 2022-23 del equipo de primera, a pesar de no participar en ninguno de sus partidos.

## Carrera internacional
Dragoni ha representado a Italia en varios niveles internacionales juveniles, habiendo jugado para las selecciones nacionales sub-16, sub-17 y sub-19.
En marzo de 2023 recibió su primera convocatoria a la selección absoluta de Italia para el partido amistoso contra Colombia. En junio del mismo año, la entrenadora Milena Bertolini la incluyó en el equipo preliminar para la Copa Mundial Femenina de Fútbol de 2023. Posteriormente debutó con la Azzurra el 1 de julio, entrando como suplente en la segunda parte de un amistoso contra Marruecos que terminó con empate sin goles: a los 16 años y 236 días, se convirtió la persona más joven en representar a un equipo nacional italiano de fútbol sénior en el siglo XXI, pero no batió el récord histórico, establecido originalmente por Carolina Morace en 1978.
Al día siguiente, fue incluida oficialmente en el equipo final de 23 mujeres para la Copa Mundial Femenina de Fútbol de 2023 en Australia y Nueva Zelanda, con solo 16 años; en el proceso, se convirtió en la segunda jugadora más joven en ser convocada para el torneo, solo detrás de Casey Phair.

## Estilo de juego
Dragoni opera principalmente como centrocampista y es conocida por su habilidad para regatear.